# ولادیمیر نازلیموف
ولادیمیر نازلیموف ورزشکار مرد رشتهٔ شمشیربازی اهل کشور اتحاد جماهیر شوروی است. وی در بین سال‌های ‎۱۹۶۸ تا ۱۹۸۰ میلادی در مسابقات بازی‌های المپیک تابستانی در مجموع ۶ مدال، شامل ۳ مدال طلا و ۲ نقره و ۱ برنز را کسب کرد.